# Chandata maminti
Chandata maminti är en fjärilsart som beskrevs av Ronkay. Chandata maminti ingår i släktet Chandata och familjen nattflyn. Inga underarter finns listade i Catalogue of Life.